# Night Doctor
《Night Doctor》（日语：ナイト・ドクター）是於2021年6月21日起每週一21:00－21:54（JST）在富士電視台「月9」檔播出的日本電視劇。主演是首次出演、首次主演月9的波瑠。
作為夜間急救專門的夜間醫生被召集的青春群像醫療電視劇。大北遙的原創作品。這部作品以試行晝夜完全輪換制的醫院為舞台，描寫了個性不同的醫生們面對生命成長的故事。
台灣由KKTV、friDay影音自2021年6月22日起每週二同步跟播，LiTV 線上影視全套上架，其中7月26日和8月2日因轉播2020東京奧運而暫停。臺灣的緯來日本台自2021年10月5日起週一至週五22:00電視頻道首播。

## 劇情概要
根據2024年實行的「醫生工作方式改革」，「柏櫻會朝日海濱醫院」招募了專門從事夜間工作的急救醫生組成了「夜間醫生」。

## 登場人物

### 柏櫻會朝日海濱醫院
- 朝倉美月（あさくら みつき）〈29〉：波瑠（粤語配音：廖杏茵）

本作品的主人公。「無論何時，無論什麼樣的患者，都絕對接受」，擁有強烈信念的醫生。不服輸、有行動力，因為直言不緯的性格，雖然有時會讓周圍的人困惑，但是擁有能貼近他人內心的溫柔。上進心很強，對救命比誰都有熱情的想法，但是由於想法強烈而缺乏冷靜而感情用事。得知「柏櫻會朝日海濱醫院」正在招募專業的夜間急救醫生，覺得這是一個可以實現自己信念的地方，於是報名了。
- 成瀨曉人（なるせ あきと）〈35〉：田中圭（粤語配音：郭湛深）

夜班醫生。曾經和美月一起做急救的前輩醫生，因為組成了夜間醫生，和美月再會。居高臨下、不善言辭，冷酷又幹練的現實主義者。對自己和別人都很嚴格的克己性格，相信在醫療領域唯一需要的是可靠的技術。曾經和美月一樣，也有為患者著想的一面，以某件事為契機，開始與患者保持距離。覺得徹底面對患者的美月不適合做一個需要嚴格判斷的救命醫生，每當有事都勸她轉科。
- 深澤新（ふかざわ あらた）〈27〉：岸優太（粤語配音：張振熙）

夜間醫生。父母早逝，一個人照顧容易生病的妹妹，原內科住院醫生。雖然為了讓妹妹恢復健康而當了醫生，但卻沒有像美月和成瀨那樣作為醫生的強烈信念。作為內科醫生工作的時候，看到在急救診療工作的同事因為辛苦工作而筋疲力盡的樣子，就想「絕對不想做急救醫生」就在這時，院長提出要不要去做夜班醫生，妹妹以前有時也在這家醫院受到照顧，所以決定作為夜間醫生工作。
- 高岡幸保（たかおか ゆきほ）〈26〉：岡崎紗繪（粤語配音：成樂怡）

夜班醫生。雖然很強勢，但是頭腦轉得很快，作為醫生的責任感也兼備，所以很引人注目。但是，非常討厭把人生都奉獻給工作，無論多忙都時刻注意自己的外表，努力保持女性的魅力，私生活也毫不馬虎。看起來是世人羨慕的幸運女性，但實際上內心充滿糾葛。
- 櫻庭瞬（さくらば しゅん）〈26〉：北村匠海（DISH//）；童年：高木波瑠（粤語配音：潘昀雋；童年：楊婉潼）

夜班醫生。性格開朗、和藹可親，是眾多性格迥異的夜間醫生成員中的氣氛製造者般的存在。因為是輾轉於各個科室的住院醫生，所以沒有處理過因急救而送來的重症患者。幼年時期接受心臟移植。從小就和本鄉認識。
- 本鄉亨（ほんごう とおる）〈52〉：澤村一樹（粤語配音：蔡威賢）

夜間指導醫生。以前在紐約做過夜間急救醫生，為了組建夜間醫生，被強行召回日本，不情願地接受了指導醫生的工作。對美月等人明確地說「因為是新手，所以沒有手把手教他們的打算，能跟上的則跟上。」和日班的醫生經常對立。擁有超乎尋常的技術的同時，性格乖僻、毒舌，還帶著諷刺的語氣指導著夜間醫生們。
- 根岸進次郎（ねぎし しんじろう）〈27〉：一之瀨颯（粤語配音：周倚天）

日班醫生。深澤的同期。以前，即使值班結束也沒關系，不分晝夜地工作，過勞死就在眼前，因為新設了夜間醫生，值班的時間就縮短，工作起來也更有活力。很同情成為夜班醫生的深澤，認為日班的醫生才是優秀、一流的醫生。
- 益田舞子（ますだ まいこ）〈38〉：野呂佳代（粤語配音：何凱怡）

急救中心的護士。
- 新村風太（にいむら ふうた）〈22〉：櫻井海音（粤語配音：陳成港）

急救中心的護士。
- 櫻庭麗子（さくらば れいこ）〈52〉：真矢美季（粤語配音：馮詠恩）

櫻庭瞬的母親。柏櫻會朝日海濱醫院總院·柏櫻會的會長。通過新設夜間醫生進行了大刀闊斧的經營改革的「朝日海濱醫院」對她來說是不可忽視的存在。成功的話對於「柏櫻會」來說是對社會的巨大宣傳，但是因為不允許失敗，所以對夜間醫生保持警戒，但是警戒的理由還有其他。
- 八雲德人（やぐも のりひと）〈70〉：小野武彥（粤語配音：羅偉亮）

柏櫻會朝日海濱醫院院長。他是在「柏櫻會集團」的定期會議上提議新設夜間醫生的發起人，也是把本鄉從紐約強行叫回來的人。
- 嘉島征規（かしま まさのり）〈52〉：梶原善（粤語配音：鄧燦陽）

急救中心的中心主任。他認為「夜班醫生的工作就是不給日班醫生增加負擔」因此經常與本鄉等夜班醫生對立。

### 夜班醫生相關人物
- 深澤心美（ふかざわ ここみ）〈16〉：原菜乃華（粤語配音：楊婉潼）

深澤新的妹妹。由於體弱多病，她經常去柏櫻會朝日海濱醫院。與勇馬背著新在交往。
- 岡本勇馬（おかもと ゆうま）〈16〉：宮世琉彌（粤語配音：黃尉斯）

心美的男朋友。不知道心美天生體弱。
- 佐野大輔（さの だいすけ）〈29〉：戶塚純貴（粤語配音：簡懷甄）

美月的男朋友。他對美月作為夜班醫生的工作持懷疑態度，在考慮和美月結婚，討厭和美月晚上見不到面，擦肩而過的時間變多。花心被發現，分手了。
- 青山北斗（あおやま ほくと）〈36〉：竹財輝之助（粤語配音：柯偉聰）

幸保的男朋友。經營多家餐廳的能手。
- 星崎比呂：泉澤祐希（粤語配音：簡懷甄）（第7－11集）

新人救護員。
- 近藤真希：佐藤侑梨（粤語配音：植婉雯）
- 江口里見：寺下怜見
- 青山涼香：川畑光瑠
- 橋本由紀：小林萬里子
- 足立瑠美：大藤由佳
- 大幡葵：不破Riko（粤語配音：馮詠恩）
- 豬俁美保：早川渚紗
- 羽賀陸人：竹田和哲（粤語配音：黃尉斯）

急救中心的護士，舞子的下屬。

### 客串
第一集
- 森太一：昴生（MIKI）（粤語配音：柯偉聰）

作為夜間急救支援被派遣的兄弟外科醫生的哥哥。
- 森優二：亞生（MIKI）（粤語配音：黃尉斯）

作為夜間急救支援被派遣的兄弟外科醫生的弟弟。
- 跌落的流浪漢：神尾佑（粤語配音：柯偉聰）

從櫻木町的過街天橋上跌落的流浪漢。朝倉救了他，但對為什麼要救他表示不滿。
- 重野翔太的戀人：早織（粤語配音：姜嘉蕾）

責怪朝倉處理了重野去世的事。
- 美波：天木純（粤語配音：植婉雯）

大輔的外遇對象，朝倉檢查了一下胸罩，發現是65 G。
- 美月的母親：片岡禮子（回憶）（粤語配音：陳凱婷）

美月的母親。美月高中時代的某天深夜，睡覺的時候身體不適，送上救護車但被當作人球4個多小時，導致延遲治療後去世了。
第二集
- 朝倉哲郎：佐戶井健太（粤語配音：周鑫霆）

美月的父親。因為母親去世那天不在家而感到內疚，因此對美月過度保護，而被疏遠。
- 齋藤篤男〈38〉：赤筆瀧川

因「自己咬斷舌頭」而被送往醫院。其實是想要襲擊女高中生的變態者，被被害者女高中生咬斷了舌頭。
- 鮎川希實：谷村美月（粤語配音：姜嘉蕾）

在職媽媽。
- 鮎川聰：笠原秀幸（粤語配音：周倚天）

在職父親。
- 兒子搭救護車掛急診的母親：小松彩夏（粤語配音：陳凱婷）

- 患者：大瀧明利（粤語配音：黃尉斯）

第三集
- 宮本守：東根作壽英（粤語配音：柯偉聰）
- 下田宏：戶田昌宏（粤語配音：羅偉亮）
- 下田真吾：渡邊蒼（粤語配音：陳成港）
- 洋斗：平野絢規
- 洋斗的母親：佐藤乃莉（粤語配音：陳凱婷）

第四集
- 花園詩織：松井愛莉（粤語配音：植婉雯）

第五集
- 秋山真紀：山本未來（粤語配音：陳凱婷）
- 越川法子：紺野真晝（粤語配音：石梓晴）
- 越川日向／橫溝日向：正垣湊都
- 秋山和樹：羽村仁成（粤語配音：姜嘉蕾）
- 森本有紗：高柳愛實（粤語配音：楊婉潼）
- 秋山和雄：木川淳一（粤語配音：周倚天）

第六集
- 鴨田昭：松角洋平（粤語配音：周倚天）
- 浦谷：柳俊太郎（粤語配音：鄧燦陽）

第七集
- 里中悟：古舘佑太郎（粤語配音：柯偉聰）
- 赤松直人：佐伯大地（粤語配音：黃尉斯）
- 風見信行：林泰文
- 風見圓香：藤嶋花音（粤語配音：楊婉潼）
- 小松：大西Kenken（粤語配音：羅偉亮）
- 三村：井下好井 (粤語配音：周倚天）

第八集
- 高梨英樹：益岡徹

朝日海濱醫院的腦外科部長。
- 岩田伸夫：
- 岩田静香：赤間麻里子（粤語配音：姜嘉蕾）

岩田伸夫的妻子。
- 安西尚道：橋爪淳（粤語配音：周倚天）

廚師。
- ：大島晴奈

第十集
- 山內光太：相澤壯太（粤語配音：姜嘉蕾）

夜間急診的患者。
- 山內太太：相馬有紀實（粤語配音：楊婉潼）

光太的媽媽。
- 急診患者：原田文明、古澤一郎（粤語配音：黃尉斯、柯偉聰）
- 「NEWS FIT」新聞播報員：上中勇樹、小山内鈴奈（粤語配音：周倚天、植婉雯）

第十一集
- 足立：前田旺志郎、押田剛：岩井拳士朗（粤語配音：梁皓翔）

鳥山的同事。
- 永見直人：是近敦之（粤語配音：柯偉聰）

鐵路列車維修技師，急診患者。
- 栗山珠美：正木佐和（粤語配音：馮詠恩）

手扶梯保養維修員，急診患者。
- 急診病人：矢嶋俊作、若林秀敏、加將藤平、松木研也、加賀美茂樹（粤語配音：、陳力航）
- 島山公輝：內田航（粤語配音：鄧燦陽）

垃圾處理廠工作的員工，急診患者。

## 製作團隊
- 編劇：大北遙[9]
- 導演：關野宗樹、澤田鎌作
- 音樂：得田真裕
- 原創曲目[註 1]：
  - yama《Sleepless Night》（MASTERSIX FOUNDATION）
  - eill《hikari》（波麗佳音）
  - 琴音《你還活著嗎?》（君は生きてますか；Colourful Records）
  - Tani Yuuki《Over The Time》（Valley Records）
  - 三浦風雅《Start》
- 醫療監修：千葉北總醫院急救中心、原義明（日本醫科大學）、新村核（第一會若葉診所）
- 法律監修：細川裕美（新橋共同法律事務所）
- 製作人：野田悠介
- 製作：富士電視台

## 播放日程
| 集數                                                                       | 播出日期 | 標題                                                                     | 導演     | 收視率 |
| -------------------------------------------------------------------------- | -------- | ------------------------------------------------------------------------ | -------- | ------ |
| 第1話                                                                      | 6月21日  | 舞台は夜間救急! 性格も価値観もバラバラな5人の医師たちの戦いが、今始まる! | 關野宗紀 | 13.4%  |
| 第2話                                                                      | 6月28日  | 夜に訪れるコンビニ受診患者の真実!?                                       | 關野宗紀 | 10.6%  |
| 第3話                                                                      | 7月05日  | 無保険患者が抱える不公平な現実とは?                                      | 關野宗紀 | 11.7%  |
| 第4話                                                                      | 7月12日  | 女の戦い勃発!? 壊れゆく2人の関係!                                        | 澤田鎌作 | 12.3%  |
| 第5話                                                                      | 7月19日  | 明かされる 成瀬が抱える過去の秘密!!                                      | 澤田鎌作 | 10.4%  |
| 第6話                                                                      | 8月09日  | 後半戦突入！災害現場で起きた事故の真相とは！？                           | 浅見真史 | 10.2%  |
| 第7話                                                                      | 8月16日  | 覆せないレッテル！すれ違う救急医への価値観とは                           | 関野宗紀 | 11.1%  |
| 第8話                                                                      | 8月23日  | 衝撃の決断！オペの中止！？                                               | 野田悠介 | 9.5%   |
| 第9話                                                                      | 8月30日  | 衝突する5人！異なる価値観！                                              | 高橋由妃 | 9.1%   |
| 第10話                                                                     | 9月06日  | 突如襲う、停電! 朝を迎えられるのか?                                      | 澤田鎌作 | 11.4%  |
| 第11話                                                                     | 9月13日  | 突然の解散宣言! 5人が出す答えとは                                        | 關野宗紀 | 12.5%  |
| 平均視聴率 11.1%（收視率由Video Research調查關東地區、家戶的即時統計資料） |          |                                                                          |          |        |

## 外部連結
- Night Doctor－富士電視台（日語）
- Night Doctor－官方Instagram（日語）
- Night Doctor－官方Twitter（日語）
- 深夜醫生－緯來日本台（繁體中文）

| 日本 富士電視台 週一晚間九點連續劇   | 日本 富士電視台 週一晚間九點連續劇                           | 日本 富士電視台 週一晚間九點連續劇 |
| ------------------------------------ | ------------------------------------------------------------ | ---------------------------------- |
|                                      | Night Doctor （2021年6月21日－9月13日）                      |                                    |
| 鴉色刑事組 （2021年4月5日－6月14日） | X光室的奇蹟II～放射科的診斷報告～（2021年10月4日－12月13日） |                                    |

| 臺灣緯來日本台 每週一～五 22:00~23:00     | 臺灣緯來日本台 每週一～五 22:00~23:00    | 臺灣緯來日本台 每週一～五 22:00~23:00 |
| ----------------------------------------- | ---------------------------------------- | ------------------------------------- |
|                                           | 深夜醫生 （2021年10月5日－10月20日）     |                                       |
| 偶像王子養成記 （2021年9月16日－10月4日） | 東京救難英雄 （2021年10月21日－11月4日） |                                       |